# Zechsteinhänge bei Lieschensruh
Zechsteinhänge bei Lieschensruh este o arie protejată (arie specială de conservare — SAC, sit de importanță comunitară — SCI) din Germania întinsă pe o suprafață de 44,72 ha, integral pe uscat.

## Localizare
Centrul sitului Zechsteinhänge bei Lieschensruh este situat la coordonatele 51°10′42″N 9°06′11″E / 51.1783°N 9.1031°E.

## Înființare
Situl Zechsteinhänge bei Lieschensruh a fost declarat sit de importanță comunitară în aprilie 1999 pentru a proteja 4 specii de animale. Situl a fost protejat și ca arie specială de conservare în martie 2008.

## Biodiversitate
Situată în ecoregiunea continentală, aria protejată conține 2 habitate naturale: Pajiști uscate seminaturale și facies de acoperire cu tufișuri pe substraturi calcaroase (Festuco-Brometalia) (* situri importante pentru orhidee), Păduri aluvionare cu Alnus glutinosa și Fraxinus excelsior (Alno-Padion, Alnion incanae, Salicion albae).
La baza desemnării sitului se află mai multe specii protejate de  păsări (4): pescăruș albastru (Alcedo atthis), șoimul rândunelelor (Falco subbuteo), gaia neagră (Milvus migrans), gaia roșie (Milvus milvus)
Pe lângă speciile protejate, pe teritoriul sitului au mai fost identificate 9 specii de plante, 6 specii de nevertebrate.